# Bataille de Reading (1688)
 (signalé en mai 2025).
Si vous disposez d'ouvrages ou d'articles de référence ou si vous connaissez des sites web de qualité traitant du thème abordé ici, merci de compléter l'article en donnant les références utiles à sa vérifiabilité et en les liant à la section « Notes et références ».
- Archive Wikiwix
- Bing
- Cairn
- DuckDuckGo
- E. Universalis
- Gallica
- Google
- G. Books
- G. News
- G. Scholar
- Persée
- Qwant
- (zh) Baidu
- (ru) Yandex
- (wd) trouver des œuvres sur Wikidata

La bataille de Reading a eu lieu le 9 décembre 1688 à Reading, dans le Berkshire. Il s'agit de l'une des deux seules actions militaires importantes menées en Angleterre pendant la Glorieuse Révolution (l'autre étant celle de Wincanton), et elle a été une victoire décisive pour les forces loyales à Guillaume III d'Orange.